# (27696) 1981 EG40
1981 إي جي 40 (ويعرف أيضًا باسم (27696) 1981 إي جي 40 وفق تسمية الكوكب الصغير) (بالإنجليزية: 1981 EG40)‏ هو كويكب ضمن حزام الكويكبات؛ وترتيبه 27696 من حيث الاكتشاف.
اكتُشف هذا الجُرم الفلكي بواسطة شيلت جون بوبي في 2 مارس 1981.

## وصلات خارجية
- (27696) 1981 EG40 في قاعدة بيانات مختبر الدفع النفاث لأجرام النظام الشمسي الصغيرة

- الاكتشاف · مخطط المدار ·  العناصر المدارية · المعلمات المادية

- (27696) 1981 EG40 على موقع ويكي سكاي: DSS2, SDSS, GALEX, IRAS, Hydrogen α, X-Ray, Astrophoto, Sky Map, Articles and images